# Кевін Стур Еллегор
Кевін Стур Еллегор (дан. Kevin Stuhr Ellegaard, нар. 23 травня 1983, Копенгаген) — данський футболіст, що грав на позиції воротаря.
Виступав, зокрема, за клуб «Ельфсборг», а також молодіжну збірну Данії.
Чемпіон Швеції. Володар Кубка Швеції.

## Клубна кар'єра
У дорослому футболі дебютував 2002 року виступами за команду «Манчестер Сіті», в якій провів три сезони, взявши участь у 4 матчах чемпіонату. 
Згодом з 2005 по 2011 рік грав у складі команд «Блекпул», «Герта», «Раннерс» та «Геренвен».
Своєю грою за останню команду привернув увагу представників тренерського штабу клубу «Ельфсборг», до складу якого приєднався 2012 року. Відіграв за команду з Буроса наступні сім сезонів своєї ігрової кар'єри. Більшість часу, проведеного у складі «Ельфсборга», був основним голкіпером команди.
Завершив ігрову кар'єру у команді «Гельсінгер», за яку виступав протягом 2020—2021 років.

## Виступи за збірні
У 1998 році дебютував у складі юнацької збірної Данії (U-16), загалом на юнацькому рівні взяв участь у 36 іграх, пропустивши 4 голи.
Протягом 2004–2006 років залучався до складу молодіжної збірної Данії. На молодіжному рівні зіграв у 20 офіційних матчах, пропустив 1 гол.

## Титули і досягнення
- Чемпіон Швеції (1):

«Ельфсборг»: 2012
- Володар Кубка Швеції (1):

«Ельфсборг»: 2013-2014